# R136b
R136b és una estrella de Wolf-Rayet en el Gran Núvol de Magalhães.
És una de les estrelles més massives i més lluminoses conegudes. Es troba en el dens cúmul obert R136 al centre de NGC 2070, a la Nebulosa de la Taràntula.